# Transmisión asíncrona
La transmisión asíncrona tiene lugar cuando el proceso de sincronización entre emisor y receptor se realiza en cada palabra de código transmitido. Esta sincronización se lleva a cabo a través  de unos bits especiales que definen el entorno de cada código. 
También se dice que se establece una relación asíncrona cuando no hay ninguna relación temporal entre la estación que transmite y la que recibe. Es decir, el ritmo de presentación de la información al destino no tiene por qué coincidir con el ritmo de presentación de la información por la fuente. En estas situaciones tampoco se necesita garantizar un ancho de banda determinado, suministrando solamente el que esté en ese momento disponible. Es un tipo de relación típica para la transmisión de datos.
En este tipo de red el receptor no sabe con precisión cuando recibirá un mensaje.  Cada carácter a ser transmitido es delimitado por un bit de información denominado de cabecera o de arranque, y uno o dos bits denominados de terminación o de parada.
- El bit de arranque tiene dos funciones de sincronización de reloj del transmisor y del receptor.
- El bit o bits de parada, se usan para separar un carácter del siguiente.

Después de la transmisión de los bits de información se suele agregar un bit de paridad (par o impar). Dicho Bit sirve para comprobar que los datos se transfieran sin interrupción. El receptor revisa la paridad de cada unidad de entrada de datos.
Partiendo desde la línea de transmisión en reposo, cuando tiene el nivel lógico 1, el emisor informa al receptor de que va a llegar un carácter, para ello antepone un bit de arranque (Start) con el valor lógico 0. Una vez que el bit Start llega al receptor este disparará un reloj interno y se quedará esperando por los sucesivos bits que contendrá la información del carácter transmitido por el emisor. 
Una vez que el receptor recibe todos los bits de información se añadirá al menos un bit de parada (Stop) de nivel lógico 1, que repondrán en su estado inicial a la línea de datos, dejándola así preparada para la siguiente transmisión del siguiente carácter. Es usada en velocidades de modulación de hasta 1,200 baudios. El rendimiento se basa en el uso de un bit de arranque y dos de parada, en una señal que use código de 7 bits más uno de paridad (8 bits sobre 11 transmitidos) es del 72 por 100. 
Ventajas y desventajas del modo asíncrono: 
- En caso de errores se pierde siempre una cantidad pequeña de caracteres, pues estos se sincronizan y se transmiten de uno en uno.

- Bajo rendimiento de transmisión, dada la proporción de bits útiles y de bits de sincronismo, que hay que transmitir por cada carácter.

- Es un procedimiento que permite el uso de equipamiento más económico y de tecnología menos sofisticada.

- Se adecua más fácilmente en aplicaciones, donde el flujo transmitido es más irregular.
- Son especialmente aptos, cuando no se necesitan lograr altas velocidades.